# Oreichthys cosuatis
Oreichthys cosuatis (Hamilton, 1822) è un pesce d'acqua dolce appartenente alla famiglia Cyprinidae.

## Distribuzione e habitat
Questa specie è diffusa in Asia Meridionale, dove abita piccoli stagni, canali artificiali e corsi d'acqua di Thailandia, India, Myanmar e Bangladesh.

## Descrizione
Il corpo è allungato e misura fino a 8 cm; la bocca è senza barbigli. La pinna dorsale è alta con una striatura nera, la colorazione del corpo è grigia-argentata.

## Comportamento
Forma piccoli gruppi.

## Acquariofilia
Può essere allevato in acquario; in commercio con il nome Oreichthys cosuatis si trovano anche altre specie del genere Oreichthys.

## Stato di conservazione
Questa specie non è considerata minacciata. Tuttavia in futuro potrebbe essere messa in pericolo dalla pesca eccessiva destinata soprattutto al mercato acquariofilo.